# Pinkusaron

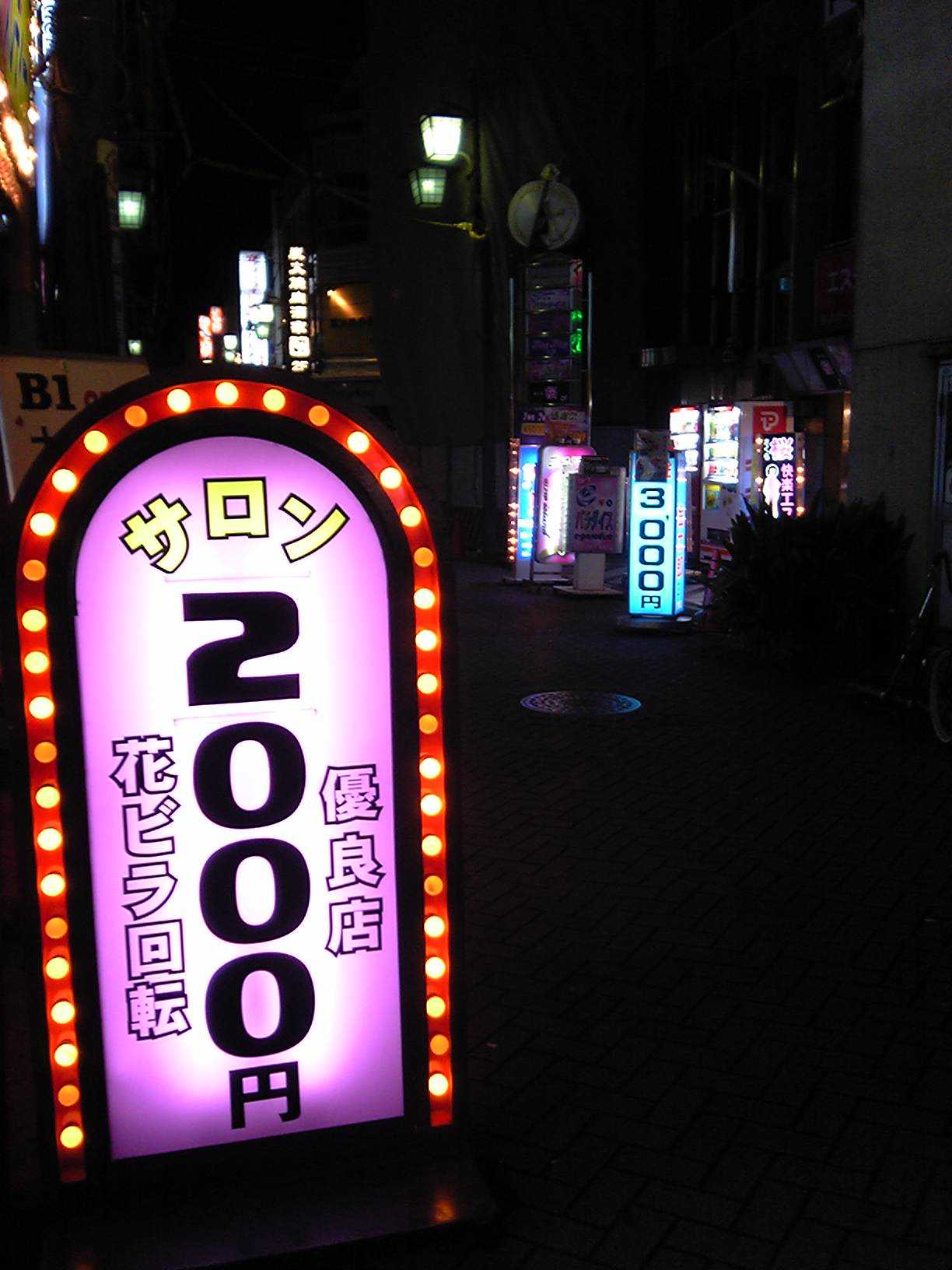
Tablica informacyjna przed jednym z wejść do lokalu

Pinkusaron (jap. ピンクサロン, ang. pink salon, pol. dosł. różowy salon) lub pinsaro (jap. ピンサロ) – salony (lokale) występujące w Japonii, w których kobiety świadczą usługi seksualne, głównie fellatio. Klientom oferowane są także napoje bezalkoholowe lub alkoholowe oraz rozmowa.

## Status prawny
Prostytucja w Japonii jest zabroniona, zatem salon nie jest klasyfikowany jako „placówka seksualna”, ale jako „restauracja”. Jako lokal wywodzący się z restauracji, nie ma prywatnych pokoi ani pryszniców, a usługi seksualne są świadczone podczas oferowania napojów klientom w lożach lub przestrzeniach oddzielonych przegrodami. Nominalnie jest to restauracja, dlatego na szyldzie nie znajdziemy napisu „różowy salon”.

## Usługi
Ponieważ penetracja pochwy jest zabroniona, usługi są zwykle ograniczone do fellatio, choć niektóre salony oferują 69 i cunnilingus.
Istnieją dwa rodzaje usług: „usługa jeden na jeden”, w której przebywasz z jedną dziewczyną, oraz „rotacja płatków”, w którym kilka dziewczyn zamienia się miejscami podczas czynności seksualnej. Określenie to pochodzi od postrzegania kobiety jako korony kwiatu.

## Działalność
Niewiele salonów jest otwartych do późna w nocy, a większość z nich otwiera się około 16:00 do 1:00, są też takie, które są otwarte wcześnie rano (około 7:00) lub w ciągu dnia. Ceny wahają się od 5 000 jenów do 8 000 jenów, przy czym ceny rosną w zależności od pory dnia. W obszarach o dużej koncentracji różowych salonów są także tańsze salony od około 2 000 jenów (tylko rano lub podczas wydarzeń). Na obszarach wiejskich poza głównymi miastami cena może wynosić około 10 000 jenów. Czas trwania usługi wynosi zazwyczaj 30–45 minut, przy czym niektóre salony oferują usługi trwające 60–120 minut za dodatkową opłatą lub przedłużeniem.